# いきなスポレク公園
いきなスポレク公園（いきなスポレクこうえん）は、愛媛県越智郡上島町にある運動施設などを有する公園。

## 概要
愛媛県越智郡上島町の生名島にある公園。旧生名村の「スポーツ合宿村」構想の下に建設された施設で運動施設やトレーニング施設、宿泊施設などが整備され、施設を利用して部活動の合宿や研修などが行われている。
施設内の野球場では2009年以来愛媛マンダリンパイレーツの公式戦がシーズンに1試合組まれている（2011年は雨天のため中止）ほか、温水プールでは水泳教室やエクササイズ教室が行われている。

## 主な施設
- 野球場
- 体育館
- 屋内練習場
- トレーニングルーム
- 温水プール
- 屋外プール
- 宿泊施設「蛙石荘」

## アクセス
- 上島町有バス「スポレク公園」停留所
  - 「立石港務所」停留所から生名線（南回り）で約11分。
  - 「生名港務所」停留所から生名線（南回り）で約7分。